# 富陽公主 (南陳)
富陽公主（?—?），中国南北朝陈朝公主，是陈文帝的第二女，母亲不详。名字不详。
富陽公主下嫁功臣侯瑱的儿子侯净藏，因为公主的原因担任员外散骑侍郎。太建三年侯净藏卒，无子，赠司徒主簿。陈宣帝把侄女富阳公主改嫁皇后柳敬言的弟弟柳盼，柳盼拜驸马都尉。